# Feel Again
"Feel Again" é o primeiro single da banda OneRepublic de seu terceiro álbum, Native. A canção foi lançada para download digital em 27 de agosto de 2012 para os Estados Unidos e Canadá e no dia 22 de agosto para as rádios americanas[carece de fontes?]. Foi lançado na Europa para download digital em 31 de agosto de 2012.
Uma parte das receitas da venda do single será doado para Save the Children's Every Beat Matters para apoiar os trabalhadores da linha de frente de formação em saúde em todo o mundo.
A canção foi executada pela primeira vez no programa Good Morning America em 10 de agosto de 2012. A canção alcançou o 36º lugar na Billboard Hot 100 e a 59ª posição Canadian Hot 100, parada canadense. Alcançou também a 9ª posição na Alemanha.

## Precedentes e Lançamento
Depois de receber o Grammy por sua composição e trabalho de produção no álbum "21" de Adele  em fevereiro, Tedder falou nos bastidores do Grammy sobre seu trabalho com ela e um novo projeto com Beyoncé estava prestes a começar. Mas ele estava particularmente animado com o novo material que ele estava trabalhando para OneRepublic. Tedder observou que estar de volta ao estúdio com seus amigos de OneRepublic era uma grande prioridade para 2012. "Nós realmente sentimos que esta pode ser a nossa grande chance para fora do álbum", explicou ele ao mesmo tempo, revelando que o grupo estava trabalhando com os produtores Paul Epworth e Philippe Zdar em faixas para seu novo disco;.
Após o sucesso mundial de seu mais recente single "Good Life", a banda lançou seu novo single, intitulado "Feel Again", no Good Morning America do ABC, em 22 de agosto de 2012, e no mesmo dia, o grupo lançou um áudio fluxo para todos ouvir a faixa;. o single também foi entregue ao rádio em 22 de agosto, ea canção foi lançada no iTunes em 27 de agosto de 2012[carece de fontes?].

## Videoclipe
O videoclipe da canção foi gravado em San Francisco entre 31 de julho de 2012 a 2 de agosto de 2012. Teve seu lançamento oficial no Vevo em 28 de Agosto de 2012.
O clipe é composto principalmente de imagens de desempenho, enquanto o vocalista Ryan Tedder caminha sobre a terra arborizada em frente a um belo pôr do sol na área da Baía de San Francisco. Ele se abaixa para pegar uma bola brilhante amarela. Ele então vê o que parece ser uma série de luzes amarelas. Não é um tiro de Tedder seguindo as luzes, o vídeo corta para alterna cenas da banda com cordas de luzes no fundo, e diferentes pessoas dançando a música. Os cortes de vídeo com uma vista aérea da floresta, e do Sol Nascente. O clipe foi dirigido por Tim Nackashi.

## Recepção da Critica

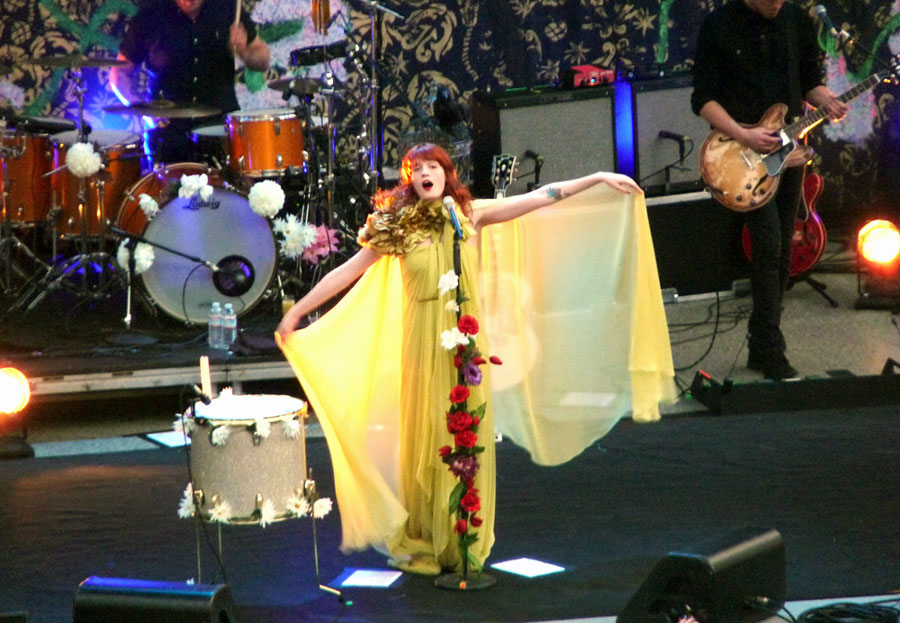
Concerto de Florence and the Machine em 12 de junho de 2011 no Berkeley Greek Theater.

A canção recebeu criticas geralmente favoráveis dos críticos musicais; Scott Shetler do PopCrush comparou Feel Again com a canção Dog Days Are Over de Florence and the Machine, afirmando ser muito semelhantes, mas ele também a positivou dizendo que: "OneRepublic pode estar se tornando notícia velha, eles sempre voltam com outra música cativante, Tedder normalmente fica a maior parte da atenção, mas em "Feel Again" revela contribuições de todo o Grupo, a partir das harmonias de fundo para os grandes tambores". Arjan Writers fez uma análise muito positiva para a pista, afirmando que "Feel again representa tudo que o fãs têm vindo a amar sobre o grupo, que demonstra claramente que o grupo está evoluindo a sua marca de pop";. Na critica ainda analisou que: "No mundo saturado de notícias sombrias, transmitindo uma mensagem de viver a vida no momento é um conceito atemporal que realmente tem um apelo universal e deixá-lo até Tedder e seus amigos para empacotar tal sentimento poderoso, um pacote firmemente-produzido e rádio-pronto que tem o potencial de se espalhar rapidamente";.
Sam Wilbur da AOL Radio seguiu o mesmo pensamento, escrevendo: "O single está destinado a ser um hit de rádio top e um dos favoritos ao vivo, com suas palmas batidas e coro agradável". Huw Hopkins dos Alt Sounds, comentou: "A melodia do refrão principal é maravilhosamente cativante e gostaria de fazer um brilhante cantar junto em festivais maiores. Há uma certa alma a voz de Ryan Tedder, mas as habilidades de produção e trabalho em equipe de Zach Filkins adiciona um chute extra sobre os backing vocals corais"

## Desempenho Comercial
| Parada (2012                        | Melhor posição |
| ----------------------------------- | -------------- |
| Alemanha (German Singles Chart)     | 9              |
| Áustria (Austrian Singles Chart)    | 19             |
| Bélgica (Ultratip - Flanders)       | 17             |
| Canadá (Canadian Hot 100)           | 59             |
| Eslováquia - (Slovak Airplay Chart) | 35             |
| Estados Unidos (Billboard Hot 100)  | 36             |
| Estados Unidos (Pop Songs)          | 18             |
| Estados Unidos (Adult Pop Songs)    | 8              |
| Estados Unidos (Digital Songs)      | 22             |
| Estados Unidos (Radio Songs)        | 35             |
| Estados Unidos (Adult Contemporary) | 27             |
| Europa (European Hot 100)           | 31             |
| Letónia (Latvia Singles Chart)      | 19             |
| Líbano (Lebanon Singles Chart)      | 10             |
| Malásia (Malaysia Singles Chart)    | 3              |
| Polónia (ZPAV Singles Chart)        | 58             |
| Singapura (Singapore Singles Chart) | 17             |
| Suíça (Swiss Music Charts)          | 34             |
| Turquia (Turkey Singles Chart)      | 2              |

| Parada (2012)                    | Posição |
| -------------------------------- | ------- |
| Estados Unidos (Adult Pop Songs) | 50      |

| País           | Associação | Certificação | Vendas   |
| -------------- | ---------- | ------------ | -------- |
| Estados Unidos | RIAA       | Ouro         | 810,000+ |

## Histórico de lançamento
| País           | Data                   |
| -------------- | ---------------------- |
| Estados Unidos | 27 de Agosto de 2012   |
| Canadá         | 27 de Agosto de 2012   |
| Áustria        | 31 de Agosto de 2012   |
| Austrália      | 31 de Agosto de 2012   |
| Países Baixos  | 31 de Agosto de 2012   |
| Suíça          | 31 de Agosto de 2012   |
| Alemanha       | 14 de setembro de 2012 |